# Индокитайски тигър
Индокитайският тигър (Panthera tigris corbetti) е подвид на тигъра, разпространен в Южен Китай, Лаос, Тайланд, Виетнам, Бирма и Камбоджа. Обитава отдалечени, хълмисти гори до планински местности, повечето от които лежат по границите между държави.

## Описание
На дължина (с опашката) мъжките достигат 2,55 – 2,85 m (средно 2,7 м) и тегло 150 – 195 kg (средно 180 кг), а женските съответно дължина 2,3 – 2,55 m (средно 2,4 м) и тегло 100 – 130 kg (средно 115 кг). Той е по-дребен от бенгалския тигър и с по-тъмна окраска от него, с по-къси и тесни шарки. Живее около 10 – 15 години.

## Екология
Поради затруднения достъп до местообитанията на индокитайския тигър, за състоянието им в дивата природа се знае сравнително малко. Там вероятно живеят между 1227 и 1785 индокитайски тигъра, а в зоологическите градини – около 60, в Азия и САЩ. Смята се, че последният известен див тигър в Китай е убит в края на 2009 г. от местен селянин в район близо до границата с Лаос. В останалите страни броят на тигрите не надхвърля 1000 екземпляра. През 2017 г. е открита нова популация в Тайланд.
Оптималната гъстота на индокитайските тигри е 4 – 5 индивида на 100 km2. По настояване на биолозите, загрижени за опазването им, достъпът до местообитанията им често е ограничен и с пропуски към тях, предназначени главно за изследвания.